# 倫敦警察廳總監
倫敦警察廳總監（英語：Commissioner of Police of the Metropolis）是倫敦警察廳的首長。現任總監為馬克·羅利爵士，於2022年7月8日獲任命。
倫敦警察廳總監一職普遍被認為是英國警界最高階的職級。儘管總監的管轄範圍通常僅限於倫敦警察廳的事宜，但此官職也需要承擔某些國家級別保安職能：例如，領導反恐行動、保護王室成員和英國政府高級官員。
此外，倫敦警察廳總監直接向英國內政大臣及倫敦市長（透過市長警察及犯罪事務辦公室）負責。相比之下，所有其他英國地方警隊（倫敦市警察除外）均由當地的警察局局長領導，只需向當地的警察及犯罪事務專員或當地的民選市長負責。
倫敦警察廳總監的任期最長五年，可延長。